# ОШ „Холандија” Слатина
ЈУ ОШ „Холандија” једна је од основних школа у Лакташима. Налази се у улици Николаја Велимировића 9, у Слатини. Име је добила по држави Холандији која је финансијским средствима помогла да изграде нову школску зграду када је претходна страдала у земљотресу 1969. године.

## Историјат

### Оснивање
Почетком 20. века група тадашњих слатинских трговаца и власника хотела је почела размишљати о школовању деце овог краја и о могућностима изградње школе. Угледни људи су посетили надлежне власти у Бања Луци и успели да обезбеде кредите за изградњу школе.

У Слатину је дошла стручна комисија из Бања Луке и разговарала са групом угледних земљопоседника, али он није био успешан због високе цене земљишта. Лука Курузовић, локални мештанин, саслушавши разговор понудио је десет дунума своје земље на парцели „Присоје” бесплатно. Комисија је потом изашла на лице места и констатовала да понуђено земљиште одговара намени. Државна каса му је, ипак, исплатила 50 круна по дунуму земље. Исте 1910. године започета је изградња школе, у којој је учествовало и локално становништво радом од три до пет дана. Изградња је трајала до лета 1912. године када су уписани и први ученици, представљала је четворогодишњу Народну основну школу.

### Рад
Првих година школу је похађало 70—100 ученика, а први учитељ је био Васо Ђорђевић који је радио до 1918. године. Својим планом образовања банска управа Врбаске бановине 1930. године покреће акцију изградње 125 школа, у који су уврштени и Кадињани. Тамо је школа изграђена и почела са радом 1932. године, а први учитељ је био Светозар Митровић. У школу се првих година уписивало 70—90 ученика. Уписом првих ђака у ову школу, слатинска школа је растерећена. Радила је до почетка Другог светског рата, када је потпуно уништена.
У периоду 1943—1945. због отежаних услова и ратних дејстава, рад школе у Слатини је био заустављен. У августу, 1945. године на место учитеља долазе Љубомир Ћулафић и његова жена Ана који су уредили и оспособили школу за рад. С обзиром на рат и прекид рада школе, многобројна деца су прерасла школски узраст. Ови учитељи су добили тежак и одговоран задатак да описмене прераслу децу, редовно дораслу децу за школу, али и одрасле обухваћене курсевима. У првој послератној години у школу је уписано преко 300 ученика. Радило се у врло отежаним условима, није било ни клупа ни другог намештаја, књига, па чак ни папира.
Први записник о прегледу школе је написао Гојко Трубајић 1. јула 1946. године. На јесен 1954. године је отворен први пети разред у који су уписана 24 ученика, а школске 1957—58. године имали су прву генерацију шестог разреда.

### Спајање школа
Школске 1960—61. године је извршено спајање, као матичној школи Доња Слатина је припојена школа у Горњој Слатини која је била четверогодишња. Након тога је уследило припајање четворогодишње школе у Јаружанима која је завршена 1960, као и четворогодишње школе у Кадињанима. Школске 1961—62. у матичној школи су имали једно одељење седмог разреда, а следеће и одељење осмог разреда, тако да је школа у Слатини школске 1962—63. прерасла у осмогодишњу школу.
Школске 1965—66. године отворена је и нова зграда матичне школе која је имала три учионице и њу су похађали ученици виших разреда. Тих година је настао и проблем осипања броја ученика у петом и вишим разредима, јер многи родитељи нису хтели да шаљу децу. С обзиром да се већина породица бавила земљорадњом, а одлазак у средње школе је био врло тежак и неизвестан, родитељи нису видели разлог даљег школовања своје деце.

### Земљотреси
Задесили су их земљотреси велике разорне моћи 26. и 27. октобар 1969. када је страдало много школа међу којима је била и слатинска. Ученици су наставила школовање у старим железничким вагонима, а неке школске клупе биле су смештене у задружним магацинима и у адаптираним сеоским кућама. У Слатини је 12. јануара 1970. почела са радом монтажна школа са шест учионица. Такође, школске 1970—71. године и у Јаружанима је довршена монтажна школска зграда, са три учионице и два двособна стана.
Недуго након земљотреса, у Босанску Крајину је почела да пристиже хуманитарна помоћ из целе Европе. Између осталих, у Бања Луку и околна места су долазили и бројни извештачи, а један од њих је био Холанђанин, новинар ротердамског дневника Algemeen Dagblad. Сваког дана је водио акцију за помоћ пострадалима у Босанској Крајини, коју је уобличио у идеју да се од прилога Холанђана сазида школа у Лакташима, циљ је био да се сакупи 18.000.000 тадашњих динара. Иако је успео да прикупи жељени исход, на ту суму је холандска фондација Liere донирала још 100.000 гулдена. Прикупљени новац је донео у Лакташе и предао тадашњем председнику општине Миши Кантару. Новац је био употребљен за изградњу основне школе у Слатини.
Школска зграда им је предата на употребу 8. децембар 1973. године, када је добила назив Основна школа „Холандија” који није мењан до данас, у част холандској помоћи. Школске 1973—74. године изведена је и четвородневна научна екскурзија ученика осмог разреда, што је следећих година постала незаобилазна пракса. Школска кухиња је 23. марта 1976. године почела са радом.

### Подручна одељења
Године 1983—84. је проширено школско подручје, матичној школи у Слатини је припојена школа у Бошковићима, са подручним одељењем у Љубатовцима. Исте школске године је саграђено школско игралиште и осветљење школског дворишта. Школска задруга „Прва бразда” је основана школске 1985—86. године и имала је продајно–производну функцију. Школске 1986—87. године је отворено и подручно одељење у Друговићима са 35 ученика и два комбинована одељења.
Рад школе за време отаџбинског рата је био изузетно отежан. Школске 1991—92. на место директора је први пут била жена. Ратне године су обележиле рад школе великом материјалном несташицом, многобројним кадровским променама и проблемима, прекидима рада, великим бројем избегле деце, неизвесношћу, али и борбом да се истраје и да се настави процес наставе, сачува квалитет и да се ученицима пруже потребна знања.
У овој школи је 27. јануара 1993. први пут свечано обележен и прослављен Свети Сава, који је прерастао у школску славу и традиционално се обележава свечаним културно–уметничким програмом. Реновирање школе је завршено 30. јуна 1996. године, санације школе 18. октобра 1999. под покровитељством данске владе. Свечаности су присуствовали многобројни званичници Данске, али и тадашњи министар образовања, науке и културе Ненад Сузић.
Подручна школа у Јаружанима престаје са радом школске 2003—04. године, а две године касније и подручна школа у Љубатовцима. Године 2009. је подручна школа у Бошковићима изграђена и опремљена новом фискултурном салом, средствима Развојног фонда Владе Републике Српске, а 2014. године се донацијом председника Републике Српске врши санација фасаде и мења столарија на школском објекту у Слатини.
Традиционално учествују у локалној манифестацији „Дани јагода”. Године 2020—2021. школа је бројала 390 ученика, распоређених у три школска објекта, у централној школи у Слатини и два подручна одељења у Бошковићима и Друговићима. У централној школи у Слатини настава се одвија у две смене, док је у подручним одељењима само у првој смени. Тренутно су у школи запослена 63 радника, од тога 47 наставника који су верификовани, а већина их има звање професора. Школа има и педагошко–психолошку службу која ученицима, наставницима и родитељима свакодневно стоји на располагању.

## Догађаји
Догађаји основне школе „Холандија”:
- Светосавска академија[4]
- Никољдан[5]
- Дечија недеља[6]
- Спортски дан[7]
- Дан ученичких постигнућа[8]
- Дани математике[9]
- Дан планете Земље[10]
- Дан здраве хране[11]
- Дан јагода[12]
- Дан српског јединства, слободе и националне заставе[13]
- Дан победе над фашизмом[14]
- Европски дан језика[15]
- Светски дан менталног здравља[16]
- Светски дан вода[17]
- Међународни дан учитеља[18]
- Међународни дан жена[19]
- Међународни дан детета[20]
- Међународни дан дечје књиге[21]
- Међународни дан сигурног интернета[22]
- Међународни дан матерњег језика[23]
- Фестивал науке[24]